# Acanthesthes
Acanthesthes är ett släkte av skalbaggar som ingår i familjen långhorningar.

## Arter
- Acanthesthes amycteroides
- Acanthesthes crispa